# Liste des voies romaines partant de Reims
Cette liste des voies romaines partant de Reims ou Durocortorum présente les voies romaines qui existaient en Gaule au temps de l’Empire romain.
Le réseau des routes de la Gaule, moins centralisé sur Paris que le nôtre, formait plusieurs étoiles importantes dont Reims (Durocortorum), Lyon ou Bavay.

## Voies romaines au départ de Durocortorum

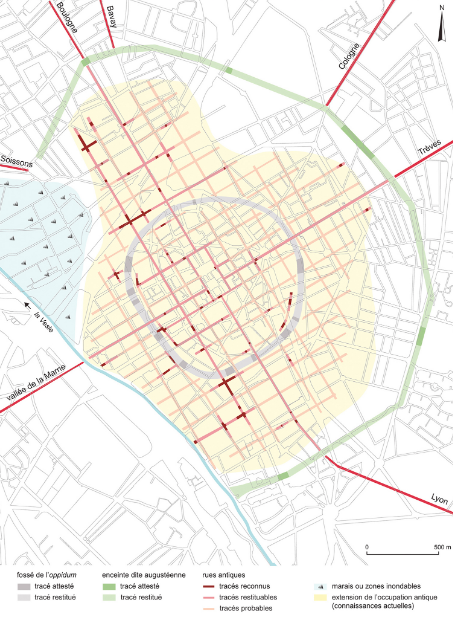
Voies romaines au départ de Durocortorum.

### Reims (Durocortorum ) – Bavay (Bagacum Nerviorum)
La voie romaine Reims-Bavay est une voie romaine de 117 km qui reliait Durocortorum à Bagacum. Cette voie fait partie du réseau Agrippa.

### Reims (Durocortorum )  – Cologne (Colonia Claudia Ara Agrippinensis)
La chaussée romaine de Reims à Cologne ou Colonia Claudia Ara Agrippinensis est une grande voie de communication romaine datant de la moitié du Ier siècle de notre ère, époque où l'empereur Claude organise la région en vue de la conquête de l'Angleterre.

### Reims (Durocortorum )  – Trèves (Augusta Treverorum)
La voie romaine Reims-Trèves est une voie romaine qui reliait Durocortorum à Augusta Treverorum. D'une longueur d'environ 210 km, elle parcourt quatre pays actuels : la France, la Belgique, le Luxembourg et l'Allemagne.

### Reims (Durocortorum )  – Langres (Andemantunum)
La voie romaine Reims-Langres est une voie romaine qui reliait Durocortorum à (Andematunum). Elle est une variable de l’itinéraire Lyon-Boulogne.

### Reims (Durocortorum ) – Soissons (Augusta Suessionum) – Amiens (samarobriva) – Boulogne sur Mer (Gesoriacum)
La voie entre Reims (Durocortorum ) et Boulogne sur Mer (Gesoriacum) fait partie du réseau Agrippa.

### Reims (Durocortorum ) – Chalon-sur-Saône (Cabillonum) via Troyes (Augustobona) et via Auxerre (Autessiodurum)
La voie entre Reims (Durocortorum ) et Chalon-sur-Saône (Cabillonum), via Troyes (Augustobona) et via Auxerre (Autessiodurum) fait partie de l’itinéraire Lyon - Boulogne-du réseau Agrippa.

### Reims (Durocortorum ) – Saint-Quentin (Augusta Viromanduorum)
La chaussée romaine de Reims à Saint-Quentin (Augusta Viromanduorum fait partie de l’itinéraire Reims – Arras (Nemetocenna).